# St. Katharina (Honzrath)

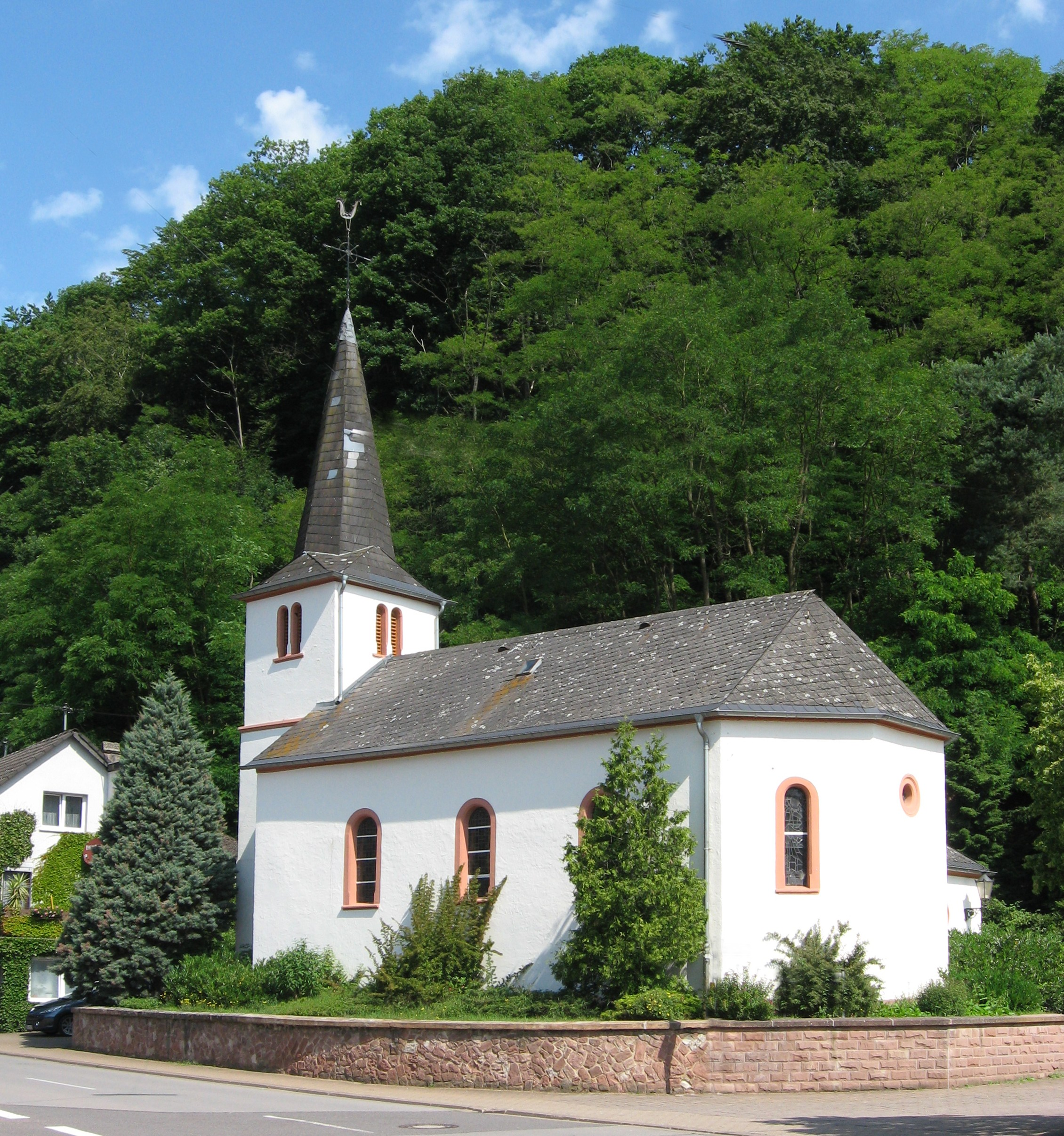
St. Katharina

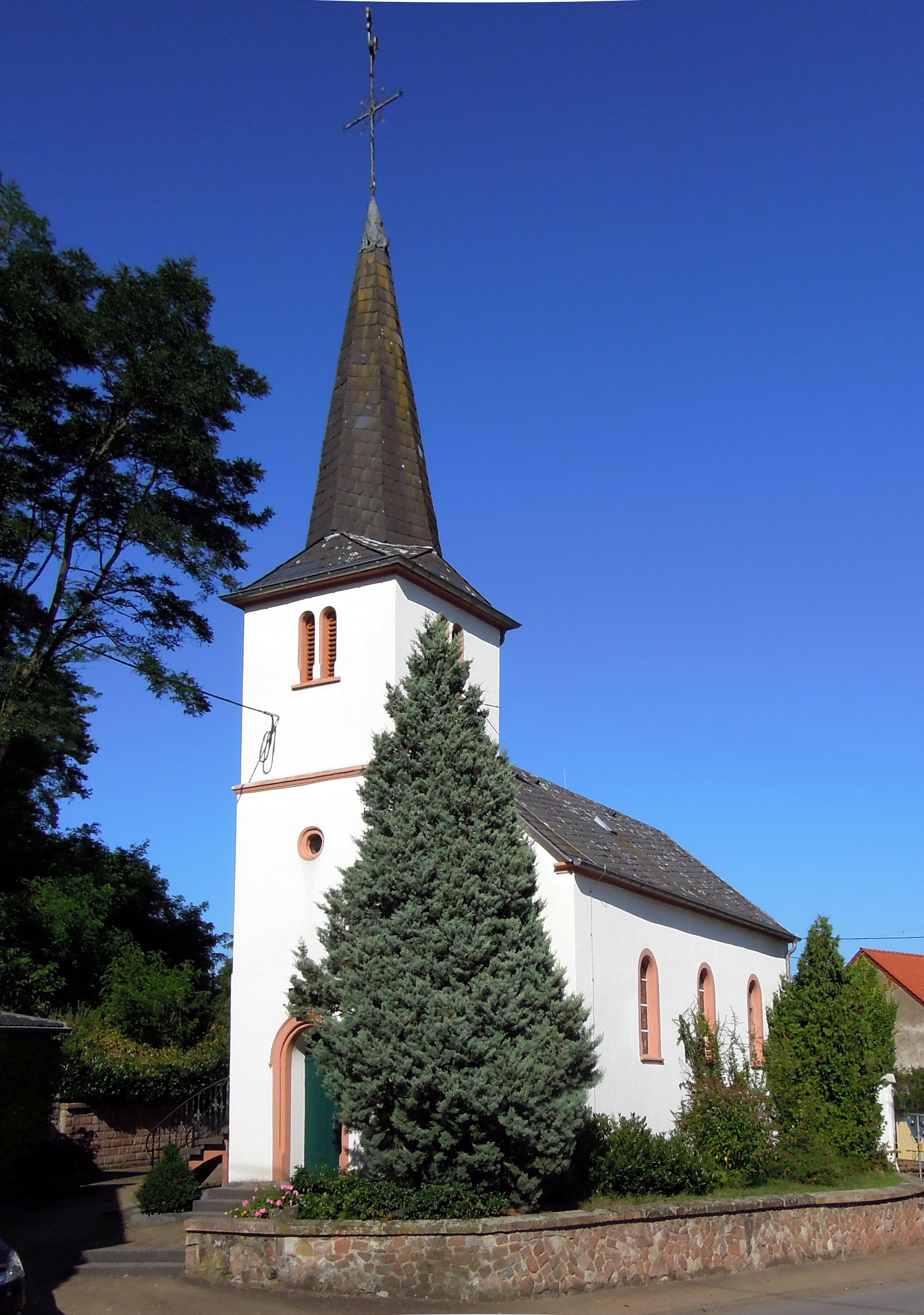
Kirchturm und Eingangsportal

St. Katharina,  gelegentlich auch Kathreinenkapelle, ist eine römisch-katholische Filialkirche im Ortsteil Honzrath der saarländischen Gemeinde Beckingen. Sie steht als Einzeldenkmal unter Denkmalschutz.

## Geschichte
Die kleine Kirche wurde 1569 erstmals urkundlich erwähnt. 1677 wurde sie im Zuge des Holländischen Kriegs Ludwigs XIV. zerstört, der Wiederaufbau erfolgte 1693. 1863 baute man die Kirche um. 2001 wurde sie außen restauriert und mit einer behindertengerechten Treppe ausgestattet.

## Architektur
Die kleine Saalkirche wird von einem dreiseitigen Chor abgeschlossen. In dessen Stirnseite sitzt ein Okulus mit Sternmotiv, an den Seitenwänden schmale Rundbogenfenster. In den Längsseiten der Kirche finden sich je drei größere Rundbogenfenster. An der Westseite ist dem Saalbau ein trutziger Turm über quadratischem Grundriss mit Pyramidendach vorgelagert. Der Turm wird durch ein Gesims gegliedert. Über dem schmucklosen Rundbogenportal sitzt ein kleiner Okulus.

## Ausstattung
Der Hochaltar stammt von einem eingewanderten Tiroler Holzschnitzer und wurde im 17. Jahrhundert gefertigt. Über dem Tabernakel steht  St. Katharina als große Altarskulptur. Das Antependium mit Agnus-Dei-Motiv stammt aus dem 19. Jahrhundert. Zwei Bleiglasfenster zeigen Darstellungen der Muttergottes und des hl. Josef, ein weiteres St. Barbara. Im Chor stehen ein moderner Ambo und ein Sandsteinaltar mit Nonnenkopf-Blendwerk, das sich in einer angedeuteten Chorschranke fortsetzt.